# Acides aminés analogues de la mycosporine
Les acides aminés analogues de la mycosporine (ou acides aminés « mycosporine-like », de l'anglais mycosporine-like amino acid, connus aussi sous l'acronyme MAA) sont de petits métabolites secondaires produits par des organismes qui vivent dans des environnements généralement marins (cyanobactéries, microalgues, microchampignons). En 2007, il y en a vingt d'identifiés. Ils sont généralement décrits comme « écran solaire microbien » en absorbant les ultra-violets, mais peuvent avoir des fonctions supplémentaires : molécules antioxydantes piégeant les radicaux d'oxygène toxiques ; composés induits après un stress ionique, thermique ou une dessication, accumulés en tant que solutés compatibles après le stress salin ; pigments accessoires (en) dans les complexes antennaires collecteurs de lumière (en) ; rôle de réservoir d'azote intracellulaire ou dans la reproduction fongique.